# Шістдесят чотири знаки

Вісім триграм.

Шістдесят чотири знаки (кит.: 六十四卦; піньїнь: liùshísìguà, люшісі-гуа; кор. 육십사괘, юксіпсі-кве; яп. ろくじゅうしか, ろくじゅうしけ, рокуджюші-ка, рокуджюші-ке) — шістдесят чотири символи, які використовуються у традиційному китайському ворожінні, що базується на «Книзі змін». Кожен з символів є гексаграмою — знаком, що утворений комбінацією двох триграм або шести рисок. Ці риски називаються яо і поділяються на два типи: суцільні та пунктирні. Суцільні символізують світлу енергію ян, пунктирні — темну енергію їнь. 
Кожен з шістдесяти чотирьох знаків має власну назву та афоризм, який пояснює їхнє значення. Вони поділяються тридцять знаків верхньої та тридцять чотири знаки нижньої групи. Знаки символізують коловорот космосу та визначають поведінку людини. 
| 坤（地）    | 艮（山）    | 坎（水）    | 巽（風）    | 震（雷）    | 離（火）    | 兌（沢）    | Цянь        | ←Верх ↓Низ |
| ----------- | ----------- | ----------- | ----------- | ----------- | ----------- | ----------- | ----------- | ---------- |
| 2.坤為地    | 23.山地剥   | 8.水地比    | 20.風地観   | 16. Юй      | 35.火地晋   | 45.沢地萃   | 12.天地否   | 坤（地）   |
| 15.地山謙   | 52.艮為山   | 39.水山蹇   | 53.風山漸   | 62.雷山小過 | 56.火山旅   | 31.沢山咸   | 33.天山遯   | 艮（山）   |
| 7.地水師    | 4.山水蒙    | 29.坎為水   | 59.風水渙   | 40.雷水解   | 64.火水未済 | 47.沢水困   | 6.天水訟    | 坎（水）   |
| 46.地風升   | 18.山風蠱   | 48.水風井   | 57.巽為風   | 32.雷風恒   | 50.火風鼎   | 28.沢風大過 | 44.天風姤   | 巽（風）   |
| 24.地雷復   | 27.山雷頤   | 3.水雷屯    | 42.風雷益   | 51.震為雷   | 21.火雷噬嗑 | 17.沢雷随   | 25.天雷无妄 | 震（雷）   |
| 36.地火明夷 | 22.山火賁   | 63.水火既済 | 37.風火家人 | 55.雷火豊   | 30.離為火   | 49.沢火革   | 13.天火同人 | 離（火）   |
| 19.地沢臨   | 41.山沢損   | 60.水沢節   | 61.風沢中孚 | 54.雷沢帰妹 | 38.火沢睽   | 58.兌為沢   | 10.天沢履   | 兌（沢）   |
| 11.地天泰   | 26.山天大畜 | 5.水天需    | 9.風天小畜  | 34.雷天大壮 | 14.火天大有 | 43.沢天夬   | 1. Цянь     | Цянь       |